# 基礎自治体
基礎自治体（きそじちたい）とは、国の行政区画の中で最小の単位で、首長や地方議会などの自治制度があるものを指す。
基礎自治体の名称は国によって異なる。日本の市町村のようにいくつかの種類に分かれている国もあれば、フランスのコミューンのように人口に関係なく同じ名称で呼ばれる国もある。

## 各国の基礎自治体
- 日本 - 日本の基礎自治体は、地方自治法において「基礎的な地方公共団体」として、市、町、村及び特別区の4種類がある。市町村を参照。また、関連項目として日本の県・郡（町村の上位区分）・区も参照。
- 台湾 - 台湾の行政区分では中華民国が実効支配する台湾の現行の行政区分について説明する。
- 中華人民共和国 - 中華人民共和国の行政区分を参照。
- 大韓民国 - 大韓民国の地方行政区画を参照。
- 朝鮮民主主義人民共和国 - 前者の大韓民国と基本的に同様。ただし、同国の「広域市」に該当する「直轄市」では「区」のことを「区域」と呼ぶなど、同国とは関連性の薄い面も多い。詳細は朝鮮民主主義人民共和国の地方行政区画を参照。
- シンガポール - 都市国家であるため本来は基礎自治体ではないが、5つの社会開発協議会（行政地区）に分けられている。詳細は同項目を参照
- ベトナム - ベトナムの地方行政区画を参照。
- ロシア - ロシア連邦の地方区分を参照。
- イタリア - イタリアの基礎自治体はコムーネと呼ばれる。市町村のような区別はない。
- スペイン - スペインの基礎自治体はムニシピオと呼ばれる。市町村のような区別はない。
  - キューバ - キューバの基礎自治体はムニシピオ（スペイン語版）と呼ばれる。
  - プエルトリコ - プエルトリコの基礎自治体はムニシピオ（スペイン語版）と呼ばれる。
  - ドミニカ共和国 - ドミニカ共和国の基礎自治体はムニシピオ（スペイン語版）と呼ばれる。
  - メキシコ - メキシコの基礎自治体はムニシピオ（スペイン語版）と呼ばれる。
  - エルサルバドル - エルサルバドルの基礎自治体はムニシピオ（スペイン語版）と呼ばれる。
  - グアテマラ - グアテマラの基礎自治体はムニシピオ（スペイン語版）と呼ばれる。
  - ホンジュラス - ホンジュラスの基礎自治体はムニシピオ（スペイン語版）と呼ばれる。
  - ニカラグア - ニカラグアの基礎自治体はムニシピオと呼ばれる。
  - ベネズエラ - ベネズエラの基礎自治体はムニシピオ（スペイン語版）と呼ばれる。
  - コロンビア - コロンビアの基礎自治体はムニシピオ（スペイン語版）と呼ばれる。
  - ボリビア - ボリビアの基礎自治体はムニシピオ（スペイン語版）と呼ばれる。
  - ウルグアイ - ウルグアイの基礎自治体はムニシピオ（スペイン語版）と呼ばれる。
  - アルゼンチン - アルゼンチンの基礎自治体はムニシピオ（スペイン語版）と呼ばれる。
- ポルトガル - ポルトガルの地域区分を参照。
- フランス - フランスの基礎自治体はコミューン（commune）と呼ばれる。市町村のような区別はない。フランスの地方行政区画も参照。
- ベルギー - ベルギーの基礎自治体は言語と地域に応じてコミュヌ（仏: commune）、ヘメーンテ（蘭: gemeente）、ゲマインデ（独: Gemeinde）と呼ばれる。
- スイス - スイスの基礎自治体はゲマインデ、コミューン、コムーニなどと呼ばれる。スイスの基礎自治体を参照。
- ドイツ - ドイツの基礎自治体は、ゲマインデ（Gemeinde）と呼ばれる。ドイツの地方行政区分を参照。
- オランダ - オランダの基礎自治体はヘメーンテ（gemeente）と呼ばれる。広域自治体は州（Provincie）である。
- オーストリア - オーストリアの地方行政区画を参照
- スロベニア - スロベニアの基礎自治体はオプチナと呼ばれる。スロベニアの地方行政区画も参照。
- クロアチア - クロアチアの基礎自治体はオプチナと呼ばれる。
- ボスニア・ヘルツェゴビナ - ボスニア・ヘルツェゴビナの基礎自治体はオプチナ、オプシュティナと呼ばれる。
- セルビア - セルビアの基礎自治体はオプシュティナと呼ばれる。
- モンテネグロ - モンテネグロの基礎自治体はオプシュティナと呼ばれる。モンテネグロの基礎自治体も参照。
- コソボ - コソボの基礎自治体はコムーナ、オプシュティナと呼ばれる。
- 北マケドニア - 北マケドニアの基礎自治体はオプシュティナ、コムーナと呼ばれる。北マケドニアの基礎自治体も参照。
- ブルガリア - ブルガリアの基礎自治体はオプシュティナと呼ばれる。
- ポーランド - ポーランドの基礎自治体はグミナと呼ばれる。ポーランドの地方行政区画も参照。
- ルーマニア - ルーマニアの県を参照。
- チェコ - チェコの基礎自治体はオベツと呼ばれる。チェコの地域区分も参照。
- スロバキア - スロバキアの地方行政区画を参照。
- 南アフリカ共和国 - 地方自治体 (南アフリカ)を参照。
- アメリカ合衆国 - アメリカ合衆国の地方行政区画#一般目的地方政府を参照。
- ナウル - 同国では諸事情により基礎自治体に関する法律・制度等を制定していないが、事実上それに代わる14の行政地区に分けられている。詳細は同項目を参照。
- オーストラリア - オーストラリアの地方政府を参照
- モンゴル国 - モンゴルの基礎自治体はバグと呼ばれる。アイマク (モンゴル国)を参照